# Eduard Gruner
Eduard Gruner (* 2. Juni 1905 in Basel; † 21. Mai 1984 ebenda) war ein Schweizer Ingenieur und Verkehrsplaner. Er war der Erste, der eine Basistunnel-Verkehrsverbindung durch das Gotthardmassiv für Schiene und Strasse konzipierte.

## Leben
Eduard Gruner wurde 1905 in Basel als Sohn von Heinrich Eduard Gruner und dessen Frau Jenny, geb. Kern, geboren. Nach dem Schulbesuch in Basel studierte er von 1925 bis 1929 Bauingenieurwesen an der ETH Zürich und war seitdem als Ingenieur tätig, vor allem bei ausländischen Bauprojekten. Ab 1948 war er mit seinem Bruder Georg Gruner (1908–2004) Teilhaber des nach dem Tod des Vaters in Gebrüder Gruner umfirmierten Unternehmens der Familie.
Gruner war verheiratet mit Elsa Gertrud Schwalm, Tochter des Kaufmanns Eugen August Schwalm.

## Gruners Gotthardpläne und die Porta Alpina
Bereits in den 1930er Jahren hatte der Basler Ingenieur Gruner Ideen für eine Verkehrsverbindung durch den Gotthard: ein Basistunnel für Schiene und Strasse wie auch eine Kombination der beiden.
1947 erläuterte Gruner in einem technischen Aufsatz unter dem Titel Reise durch den Gotthard-Basistunnel im Jahr 2000 die visionäre Idee eines rund 50 Kilometer langen Gotthard-Basistunnels von Amsteg nach Biasca.
In seiner Projektidee erwähnte er auch den Bahnhof Graubünden. Er schrieb damals: «Sanft fällt der Zug in die Bremsen und hält in der von Menschen wimmelnden Halle der Tunnelstation Sedrun. Von hier kann das mondäne Sportzentrum in sieben Minuten in einem bequemen Lift durch den 830 Meter hohen Schacht erreicht werden. Dadurch rücken die Skifelder am Vorderrhein in Stundennähe von Basel, Zürich und Mailand (...)».
Im Rahmen der Konzipierung des Gotthard-Basistunnels wurde unter dem Namen Porta Alpina Gruners Idee eines unterirdischen Bahnhofs bei Sedrun wiederaufgenommen, jedoch nicht realisiert.

## Referenz-Bauprojekte
In seiner Tätigkeit als Ingenieur wirkte Gruner unter anderem an folgenden Bauwerken mit:
- Planungsleitung in Basel zur zweiten Erhöhung des Assuan Staudammes, deren Kommission sein Vater, Heinrich Eduard Gruner, angehörte;
- Gebäude der Bank für Internationalen Zahlungsausgleich in Basel;
- Transiranische Eisenbahn.

Zudem war er während einiger Zeit für die UNO tätig in der Human Rights-Abteilung.

## Schriften (Auswahl)
- Reise durch den Gotthard-Basis-Tunnel. In: Prisma. Illustrierte Monatsschrift für Natur, Forschung, Technik, 2 (1947), Nr. 4 (August 1947), S. 99–104, ZDB-ID 502055-4.
- Die zeitgemässe Erschliessung des Gotthards und ihre Bedeutung für Basel. Vortrag. Basel: Basler Handelskammer 1961. Separatdruck aus: Autostrasse. 1961, Nr. 11.
- Talsperren-Sicherheit = Securité de barrages, 1960-1972. [Sammlung von 29 Studien und Publikationen]. Basel, Nauenstrasse 7: Gruner, Ingenieuranternehmung 1972.